# The Devil Rock
Der The Devil Rock ist ein Klippenfelsen vor der Georg-V.-Küste im Australischen Antarktis-Territorium. Er gehört zu den Mackellar-Inseln in der Commonwealth-Bucht und liegt unmittelbar nördlich des Kap Denison.
Teilnehmer der Australasiatischen Antarktisexpedition (1911–1914) unter der Leitung des australischen Polarforschers Douglas Mawson entdeckten ihn. Benannt ist er nach einem der Schlittenhunde der Forschungsreise. Dieser wiederum trug einen Namen wegen seines Temperaments (englisch devil ‚Teufel, Satan‘).